# Der Hut
Der Hut ist ein DEFA-Spielfilm von Evelyn Schmidt von 1991.

## Handlung
Die alleinerziehende, über 30-jährige Putzfrau Marie-Luise kauft sich einen großen mondänen Hut. Sie fährt mit ihren drei Kindern und einem klapprigen Wartburg in ein FDGB-Ferienheim. Dort bekommt sie auf Grund eines Missverständnisses ein Luxusappartement.
In einem Fahrstuhl verursacht sie mit ihrem Hut Ärger, verliebt sich aber dennoch in den Fahrstuhlführer Hans. Ihre Kinder machen sich über ihren Hut lustig, was ihren Stolz aber nicht schmälern kann...

## Produktion
Evelyn Schmidt reichte 1988 ein erstes Konzept für den Film Der Hut beim DEFA-Studio für Spielfilme ein.
Von April bis Juni 1990 fanden die Dreharbeiten im Ferienheim „Müritz“ statt.
Eine erste Aufführung fand am 21. Februar 1991 im Filmtheater „Felix“ im Rahmen der Berlinale statt. Die FSK-Einstufung erfolgte am 28. März 1991.
Die offizielle Erstaufführung war am 27. Juni 1991. Der Verleih erfolgte über Progress Filmverleih.
Weitere Mitwirkende waren
- Regieassistenz: Thomas Kliche
- Kameraassistenz: Hans Volkmer
- Szenarium: Gabriele Kotte
- Szenenbild: Peter Wilde
- Dramaturgie: Carmen Blazejewski
- Ton: Bernd-Dieter Hennig, Konrad Walle (Tonmischung)
- Kostüm: Ulrike Stelzig
- Maske: Klaus Petzold, Grit Kosse, Ute Born
- Requisite: Wigbert Stern
- Produktionsleitung: Alexander Gehrke
- Aufnahmeleitung: Rüdiger Lieberenz, Jürgen Klier
- Gestaltung: Erich Günther (Trick), Kurt Schulze (Trick)
- DEFA-Fotograf: Klaus Zähler, Johann Wioland

## Rezeption
Der Film Der Hut wurde unterschiedlich bewertet. 
Der Filmdienst schrieb

„Der eher peinliche Versuch einer Komödie, die sich über den miefigen Alltag in der DDR lustig machen will, jedoch nicht mehr als Platitüden und abgestandene Klischees zustande bringt. (...) er selbst ist ein Fossil, das mit schalen Scherzen die eigene Mumifizierung betreibt.“

Das Filmmuseum Potsdam zählte ihn dagegen mit weiteren Werken von Evelyn Schmidt zu den wichtigsten Gegenwartsfilmen der DEFA.
Der Film  wurde beim 2. Paradies Film Festival in Jena am 13. Juni 2019 mit anderen Filmen der Wendezeit gezeigt.